# Makunudhoo
Makunudhoo är en ö i Maldiverna. Den ligger i den norra delen av landet, 265 km norr om huvudstaden Malé.
Ön är den enda bebodda ön i  Makunudhoo atoll (även kallad Māmakunudhoo atoll och Malcolm Atoll). Atollen är 27 kilometer lång och cirka 4–6 kilometer bred.